# Telford
Telford es una nueva villa inglesa en el este del condado de Shropshire, en la autoridad unitaria de Telford & Wrekin. Fue creado después de una unión de las cuatro villas de Wellington, Dawley, Oakengates y Madeley. En 2009 tenía una población de 162.300 y por eso es la villa más grande en el condado. Telford lleva el nombre del ingeniero y arquitecto escocés Thomas Telford (1757-1834). La villa está al lado del río Severn, el más largo de Reino Unido.

## Nombre e Historia
Inicialmente, la villa llevó el nombre de «Dawley New Town» que fue fundada en enero de 1963. El nombre cambió a Telford en diciembre de 1968, para posteriormente ser trasladadas a la villa, alrededor de 50.000 personas de las chabolas de los Midlands del Oeste.
En Coalbrookdale, cerca de la villa, está el Puente de Coalbrookdale, el primer puente de hierro del mundo y Patrimonio de la Humanidad. Fue diseñado por Abraham Darby y su construcción se llevó a cabo de 1777 hasta 1779.

## Habitantes famosos
- Billy Wright (1924-1994) fue un futbolista que participó en tres Copas Mundiales (1950, 1954, 1958) como capitán de la Selección de fútbol de Inglaterra. Nació el 6 de febrero de 1924 en Ironbridge que es actualmente un barrio de Telford.[5]

- Matthew Webb (1848-1883) fue un nadador del siglo XIX. Fue el primer hombre que nadó el Canal de la Mancha y murió cuando se ahogó en las Cataratas del Niágara. Nació el 19 de enero de 1848 en Dawley, que es actualmente un barrio de Telford.[6]

## Clubs de Deporte

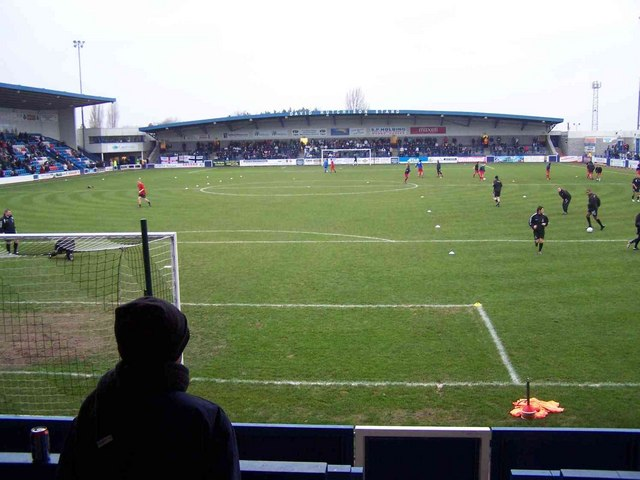
El New Buck's Head es el estadio del AFC Telford United.

- El Association Football Club Telford United juega actualmente en el Conference National.[7]

- Los Telford Tigers juega al hockey sobre hielo en la English Premier Ice Hockey League.[8]

- La Shropshire Revolution juega al fútbol americano.[9]

- El Telford Raiders Association Rugby League Football Club juega al rugby league en el Conference Midlands West.[10]

- De 2007 hasta 2011, el UK Championship del snooker estaba en Telford.[11]